# ちっこいんちょ
『ちっこいんちょ』は、トイシキによる日本の4コマ漫画作品。芳文社の月刊漫画雑誌『まんがタイムジャンボ』にて2011年9月号より2014年8月号まで連載された。

## 作品概要
1年D組の学級委員長・藤枝このは（通称「いいんちょ」）は、身長17センチメートルの手のひらサイズ。友人たちに囲まれ、小さいながらも奮闘する彼女の姿をコミカルに描く4コマ漫画作品。

## 登場人物
藤枝 このは
和良美高校女子部・1年D組の学級委員長。愛称は「いいんちょ」。クラスメイトからの呼び名だけでなく、地の文でも「いいんちょ」の呼び名が定着している。
生物部（話によっては「科学部」の場合も）の実験の失敗により小さくなってしまったらしく、身長は17センチメートル。制服もそれに合わせた母親特製のものを着ており、スカートの無いワンピース型になっている。
セリフが吹き出しの写植でなく、空間に作者の手書きで直接書かれているのが特徴。
体の小ささゆえに、クラスメイトに踏んづけられたり動物に捕食されかけたりと苦労は絶えない。だが、道具を使って工夫したり、クラスメイトに支えられるなどして奮闘している。拭き掃除の際に自作の「ぞうきんスーツ」を使って床を滑るように拭いたり、登校時に猫に運んでもらうなど、小さい体での生活を楽しんでいる一面もある。
学業も成績優秀であり、学年トップの常連。細やかな気配りもでき、クラスメイト一人一人の様子を心配したり食べ物の好みを覚えたりしている。一方で恋愛関係には疎く、クラスメイトに恋愛相談を持ち掛けられた際には赤面してしまうほど。他にも自分の体とほぼ同じ大きさの携帯電話を持ち運ぼうとしたり、友人たちの見え透いた嘘に簡単に騙されたりと、一部ズレた面もある。
体の小ささは気にしていない一方で、胸の小ささにはコンプレックスを抱いているらしく、クラスメイトに指摘されると拗ねてしまう描写もしばしばある。
清水 まおみ
このはの友人。愛称は「まお」。ツインテールの髪型が特徴。
明るい性格のムードメーカーで、このはや友人たちに冗談を言ったりからかったりすることもしばしば。一方で勉強は苦手であり、中学生の弟の勉強内容を理解できないほど。補習の常連であり、このはにしばしば助けを求めている。
このはと同様に、胸の小ささにコンプレックスを抱いている。
島田 ユキ
このはの友人。愛称は「ユキ」。ウェーブのかかったセミロングの髪型が特徴。
しっかりした性格であり、このはの無自覚なボケやまおの冗談に対するツッコミ役を務める。
体型には恵まれており、このはやまおには羨まれている。
料理が得意で、クラスメイトを通して男子部からたびたび声がかかる。
森村
このはのクラスメイト。ロングヘアとヘアピンで左右に分けた前髪が特徴。
このはの声の小ささや自身の校則違反の服装などでしばしばこのはに突っ掛かるが、一方でこのはが困っているときには人知れず助けの手をさしのべるなど、思いやりがあり根はやさしい。
妹がおり、小さい子供に対しては親身になって付き合うという意外な一面もある。怖がりの一面も持つ。
緒形 京子
このはのクラスメイト。ロングヘアとカチューシャが特徴。
元・委員長であり、このはを一方的にライバル視して色々とちょっかいを出すが、大抵の場合墓穴を掘っている。
金品を持ち出して仲間や後輩を釣ろうとすることもしばしばだが、その度に木下に厳しいツッコミを受けている。これは小学生の時からやっており、ツッコミも当時から受けていた。
木下
このはのクラスメイト。頭の左右でお団子にした髪型が特徴。
京子の幼なじみ。「京子様」と呼ぶなど彼女の取り巻きのように見えるが、実際は心の中で馬鹿にしており、彼女をいじって楽しんでいる。
京子に対するツッコミは初期は言葉だけ（それでもかなり辛辣）であったが、連載が進むにつれてみぞおちを殴る実力行使（腹パン）に出ることもしばしば。
杏子
このはのクラスメイト。ショートボブの髪型と三角形のヘアピンが特徴。
このはの友人の一人で、まおやユキとよく一緒に登場する。ツッコミ役を務めることが多い。
悠木 玲美
このはと同学年の生徒。1年生の頃は別のクラスだったが、2年生になって同じクラスになった。左右に広がった黒髪のショートヘアが特徴。
恥ずかしがりで引っ込み思案の性格。地味で目立たなさ過ぎる事で逆に有名で「ゆーれい子ちゃん」というあだ名がついており、本人も気にしている。
このような性格のため友人があまりいなかったが、このはを始め1年D組の面々と知り合って友人になった。
このはのようになりたいと憧れており、彼女のことを常に観察している。ストーカーまがいの行動に出ることもあり、このはや周りの仲間から引かれることもしばしば。
この他にも、名前の設定されていないクラスメイトが多数登場している。
このはの母
このはには「おかーちゃん」と呼ばれている。
このはが小さくなった際も動じず、食事も昔と変わらず通常サイズのものを与え続けている。このは専用に色々な服を作るなど、このはが小さくなったのを楽しんでいる一面もある。だが、これらは全てこのはを信じる気持ちの裏返しである。
男子部の生徒会長
(森村のイタズラもあり)ゴミ捨て場で寝ていたこのはを保護した事で出会う。このはの事は中等部の時から意識していたようである。
この時は生徒会の下っ端と伝えただけで、変質者と勘違いした森村に撃退されてしまうが、後日、女子部生徒会役員の代理としてやってきたこのはと対面する事になる。

## 単行本
- トイシキ『ちっこいんちょ』 芳文社〈まんがタイムコミックス〉、全3巻
  1. 2013年3月22日発行（2013年3月7日発売）、ISBN 978-4-8322-5167-0
  2. 2013年12月22日発行（2013年12月7日発売）、ISBN 978-4-8322-5250-9
  3. 2014年9月20日発行（2014年9月5日発売）、ISBN 978-4-8322-5321-6